# Alpheopsis biunguiculata
Alpheopsis biunguiculata är en kräftdjursart som beskrevs av A. H. Banner 1953. Alpheopsis biunguiculata ingår i släktet Alpheopsis och familjen Alpheidae. Inga underarter finns listade i Catalogue of Life.